# ロバート・エイブル
ロバート・エイブル（Robert Abel, 1937年3月10日 - 2001年9月23日）はアメリカ合衆国の映像作家。自らのプロダクション"Robert Abel and Associates(以下RA&A)"でCFを多数製作、多くの視覚効果クリエイターを輩出した。

## 略歴
オハイオ州クリーブランド生まれ。UCLA映画学科で映画とデザインの学位を得た。その過程で映像作家のジョン・ホイットニー・シニア(CGの父と呼ばれる)の影響を受け、50年代既にCGの技術開発を開始していた。
1968年の『2001年宇宙の旅』を観て視覚効果製作に乗り出す事を決意し、『2001年』の視覚効果を手がけた一人であるコン・ペダーソンと1971年にRA&Aを設立。アナログ・コンピュータ、モーション・コントロール・カメラとスリット・スキャン技術を駆使してテレビ、映画、CFに映像を提供した。
CGはエヴァンス&サザーランド製コンピュータPS-2の導入でより現実的なものとなり、『スター・トレック』がRA&Aの長編第1作に決定した。
しかし製作に入ると、(今日で言うプリビジュアライゼーションとモーション・コントロールを合わせた物だったと思われる)撮影の技術開発が困難で、予算と撮影期間を大幅に超過し、主だったシーンを撮影出来ないままプロジェクトから解雇。RA&Aも一度倒産してしまう。
代わって視覚効果を手がけたのは皮肉な事にRA&A設立のきっかけとなった『2001年』のダグラス・トランブルであった。
再出発したRA&AはワイヤーフレームなどCG技術を用いた映像を量産。『トロン』の視覚効果、ディズニーの『ブラックホール』や『世にも不思議なアメージング・ストーリー』のタイトル映像、ソニー・ピクチャーズの新しいロゴの製作まで手がけた。
またエイブルのキャリアで特に重要なのは監督／プロデュースした大量のCF映像で、国際広告コンクールクリオ賞では実に33度も受賞。クライアントもAT&T、7upから日本のレナウン、パナソニックまで幅広く、多くの追随者を出した。
1984年にRA&AはCG専門会社"Abel Image Research"となったが2年後にカナダのオムニバス社に吸収され、同社はわずか4ヶ月で倒産。散り散りになったCGクリエイター達は独自にプロダクションを立ち上げるなど、今日でも活躍している。
その後エイブルはマルチメディア関連のソフト開発、スミソニアンや母校のUCLAで教鞭を執り、2001年にカリフォルニア州ロサンゼルスで心筋梗塞のため64歳で死去した。

## エイブル、ドキュメンタリー作家
エイブルは60～70年代にはドキュメンタリー製作に携わり、ゴールデン・グローブ賞も獲得している。
- The Prime Time (1960年) 
  - 脚本
- A Nation of Immigrants (1967年) 
  - 脚本・製作・監督
- Sophia: A Self-Portrait (1968年) 
  - 脚本・製作・監督
- Making of the President 1968 (1969年) 
  - 脚色・監督補
- Mad Dogs & Englishmen (ウィズ・ジョー・コッカー,1971年) 
  - 製作
- Elvis on Tour (エルビス オン ツアー,1972年)  
  - 脚本・製作・監督(Pierre Adidgeと共同)、ゴールデン・グローブ賞ドキュメンタリー部門受賞
  - アニメーション・デザインをコン・ペダーソンが担当した。

- Let the Good Times Roll (レット・ザ・グッド・タイム・ロール/ビル・ワイマン&ザ・リズム・キングス,1973年) 
※別題「ロックンロール・エクスプロージョン」
  - 監督(Sidney Levinと共同)

## RA&A出身者
代表的な人物を列挙。
- リチャード・エドランド
  - ILM創立メンバーのひとり。1975年に『スター・ウォーズ』に参加するためRA&Aを離れた。
- ビル・コヴァックス
  - コンピュータ・エンジニア。のちにソフト開発とCGアニメの研究のためにウェーブフロント・テクノロジー社を創立。
- ジョン・ヒューズ (リズム&ヒューズ)
- ロバート・レガート(デジタル・ドメイン)

ポリゴン・ピクチュアズの河原敏文はRA&Aの日本代表を務めていた事がある。
オハイオ州立大学でCGIの研究をしていたジム・クリストフが金子満と共に日本企業からの資金も得て立ち上げたメトロライト・スタジオもコン・ペダーソンを始めRA&Aのスタッフが多数所属している。

## 映像資料
- ロバート・エイブルの世界　SS098-0047
- 発売元（株）レーザーディスク／パイオニア
  - ※現在廃盤。DVD化も無し。